# Hornbägarlav
Hornbägarlav (Cladonia subulata) är en lavart som först beskrevs av L., och fick sitt nu gällande namn av Weber ex F. H. Wigg. Hornbägarlav ingår i släktet Cladonia och familjen Cladoniaceae.  Arten är reproducerande i Sverige. Inga underarter finns listade i Catalogue of Life.

## Källor

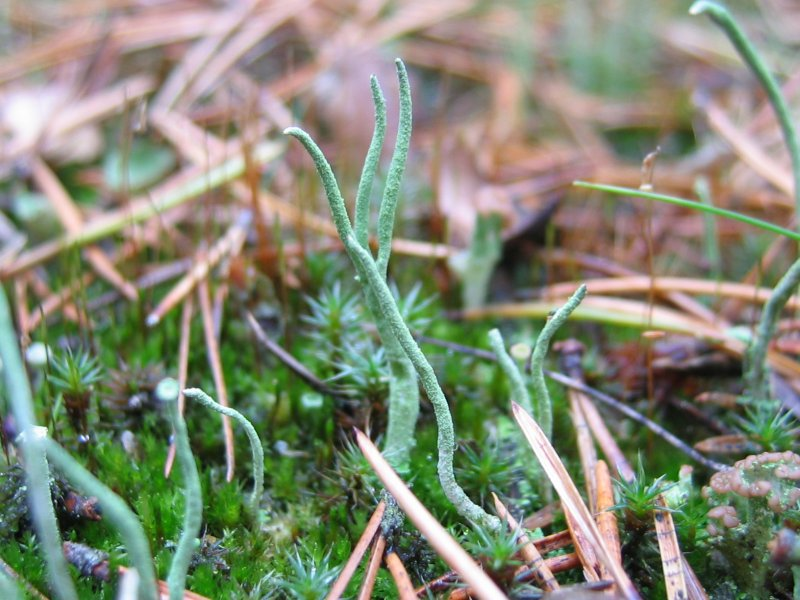
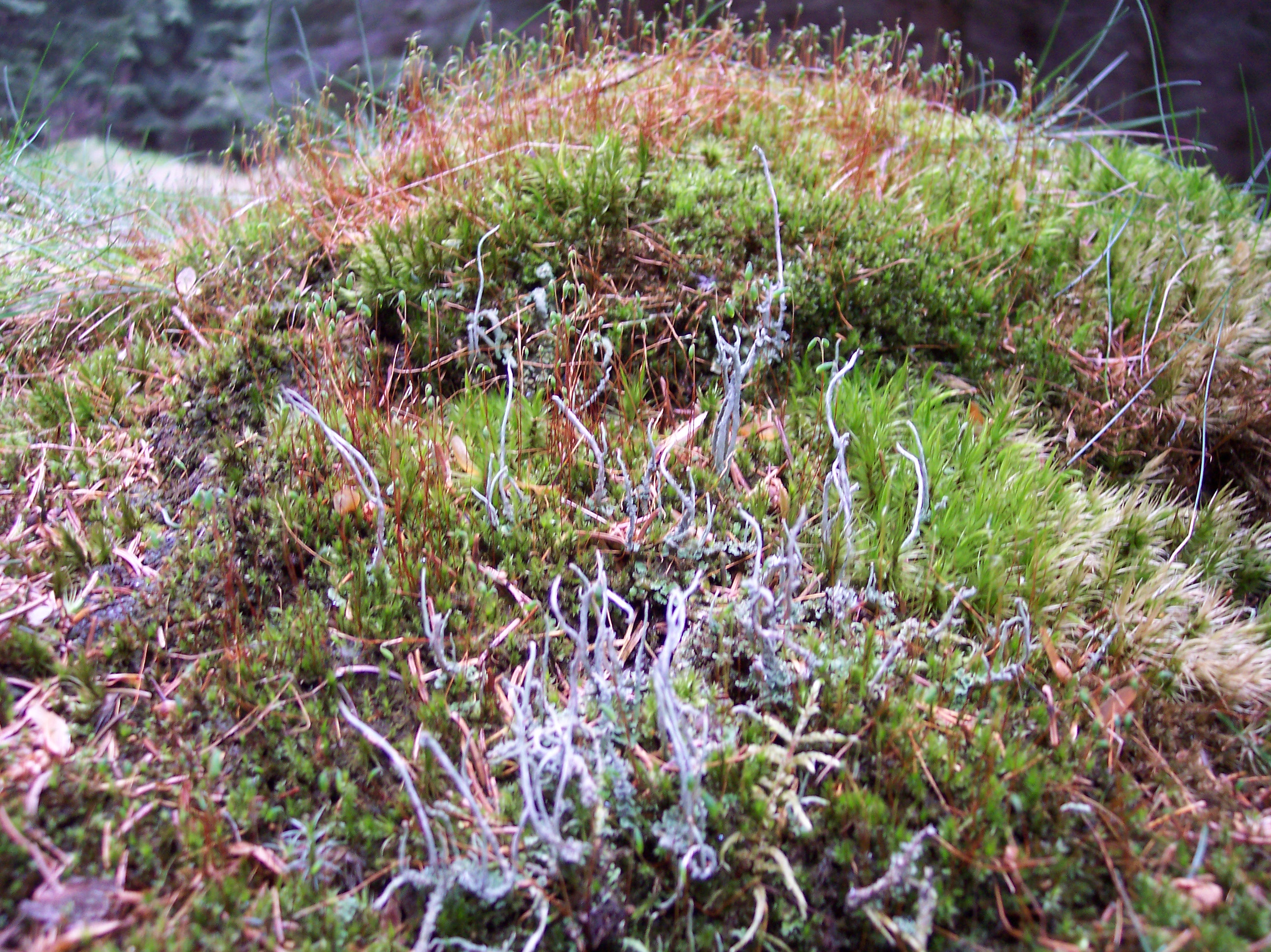